# ALICE GOING HOME 〜TOUR FINAL at BUDOKAN〜
『ALICE GOING HOME 〜TOUR FINAL at BUDOKAN〜』（アリス・ゴーイング・ホーム・ツアー・ファイナル・アット・ぶどうかん）は、2010年1月6日にアリスがリリースした8枚目となるライブ・アルバム。

## 解説
アリスは1981年11月で活動を停止したが1987年になって再結成され、アルバム『ALICE X』とシングル『BURAI』がリリースされた。
2000年には神戸での阪神淡路大震災追悼コンサートがきっかけとなり2度目の再結成となり、2001年になって結成30周年記念などとして1987年の『ALICE X』以来14年ぶりにアルバム『ALICE 0001』がリリースされた。
そして2009年に3度目の再結成が発表され「アリス・リターンズ」と銘打つ全国ツアーを敢行するアリスの再結成を記念して、同年11月14日に開催された日本武道館ライブの模様を収録した2枚組CDアルバムが、本アルバムである。

## 収録曲
収録曲は、以前発売されたアルバムに収録されている場合、シングルで発売されていてもアルバム収録とし、アルバム収録がされていない場合のみ、シングル収録とした。

### DISC1
1. 栄光への脱出 メインテーマ 〜Introduction〜
  - 作曲:アーネスト・ゴールド
  - 栄光への脱出〜武道館ライブ収録
2. 知らない街で
  - 作詞・作曲:谷村新司
  - ALICE II 収録
3. 愛の光
  - 作詞・作曲:谷村新司
  - ALICE II 収録
4. TALK-1
5. アリスの飛行船
  - 作詞・作曲:谷村新司
  - ALICE I 収録
6. TALK-2
7. もう二度と…
  - 作詞・作曲:谷村新司
  - ALICE II収録
8. 黒い瞳の少女
  - 作詞:谷村新司／作曲:堀内孝雄
  - ALICE IV 収録
9. TALK-3
10. 五年目の手紙
  - 作詞:谷村新司／作曲:堀内孝雄
  - ALICE VI 収録
11. 誰もいない
  - 作詞・作曲:谷村新司
  - ALICE II 収録
12. 秋止符
  - 作詞:谷村新司／作曲:堀内孝雄
  - ALICE VII収録
13. TALK-4
14. あなたがいるだけで
  - 作詞・作曲:矢沢透
  - 限りなき挑戦/アリス・ライブ 美しき絆-Hand in Hand-収録
15. 走っておいで恋人よ
  - 作詞・作曲:谷村新司
  - シングル曲

### DISC2
1. BURAI
  - 作詞:谷村新司／作曲:堀内孝雄
  - ALICE X収録
2. 散りゆく花
  - 作詞・作曲:谷村新司
  - ALICE II 収録
3. TALK-5
4. 冬の稲妻
  - 作詞:谷村新司／作曲:堀内孝雄
  - ALICE VI 収録
5. 涙の誓い
  - 作詞・作曲:谷村新司
  - ALICE VI 収録
6. ジョニーの子守唄
  - 作詞:谷村新司／作曲:堀内孝雄
  - 栄光への脱出〜武道館ライブ収録
7. あの日のままで
  - 作詞:谷村新司／作曲:堀内孝雄
  - ALICE V収録
8. 夢去りし街角
  - 作詞：谷村新司／作曲：堀内孝雄
  - ALICE VII収録
9. TALK-6
10. 今はもうだれも
  - 作詞・作曲:佐竹俊郎
  - ALICE V収録
11. 狂った果実
  - 作詞:谷村新司／作曲:堀内孝雄
  - ALICE VIII収録
12. TALK-7
13. 帰らざる日々
  - 作詞・作曲:谷村新司
  - ALICE V収録
14. 遠くで汽笛を聞きながら
  - 作詞:谷村新司／作曲:堀内孝雄
  - ALICE V収録
15. チャンピオン
  - 作詞・作曲:谷村新司
  - ALICE VII収録
16. TALK-8
17. GOING HOME
  - 作詞・作曲:アリス
  - 新曲
18. TALK-9
19. さらば青春の時
  - 作詞・作曲:谷村新司
  - 栄光への脱出〜武道館ライブ収録